# Vernon Duke
Pour les articles homonymes, voir Duke.
Œuvres principales
The Goldwyn Follies (film musical, 1938)
Un petit coin aux cieux (comédie musicale, 1940)
Concerto pour violoncelle (1945)
Vernon Duke est un compositeur et lyriciste d'origine russe, naturalisé américain, né Vladimir Alexandrovitch Dukelsky (en russe : Владимир Александрович Дуке́льский) à Parafianovo (Gouvernement de Vilna, dans l'Empire russe, actuel district de Minsk en Biélorussie) le 10 octobre 1903, décédé d'un cancer à Santa Monica (Californie, États-Unis) le 16 janvier 1969.

## Biographie
Né près de Minsk, alors dans l'Empire russe, Vladimir Dukelsky étudie au conservatoire de Kiev de 1916 à 1919, notamment la composition auprès de Reinhold Glière. À la suite de la révolution russe, lui et sa famille quittent le pays en 1920 et, après un passage par l'Europe, émigrent aux États-Unis en 1921, s'installant alors à New York. L'année suivante (1922), Dukelsky rencontre George Gershwin (qui lui suggère d'adopter le nom de "Vernon Duke"), avec lequel il se lie d'une grande amitié ; il se lie également avec le frère de George, Ira Gershwin (l'un de ses collaborateurs par la suite).
De 1924 à 1929, Vernon Duke séjourne en Europe, se partageant entre Paris et Londres. Dans la capitale française, il rencontre notamment ses compatriotes exilés Serge Prokofiev, Serge de Diaghilev (qui lui commande, pour ses Ballets russes, le ballet Zéphir et Flora, créé en 1925) et surtout le chef d'orchestre Serge Koussevitzky, avec lequel il entame une fructueuse collaboration. Ainsi, la première symphonie du jeune compositeur est créée à Paris en 1928, sous la direction du chef, dans le cadre de ses "Concerts Koussevitzky" (notons que la deuxième symphonie de Duke sera également créée à Paris, en 1937, cette fois sous la direction d'Albert Wolff). Plus tard, aux États-Unis, Koussevitzy assurera la création, à la tête de son orchestre symphonique de Boston : de Dédicaces (titre original), pour piano, soprano obligée et orchestre (en 1939, à New York) ; d'un concerto pour violon (en 1943, à Boston, avec la violoniste Ruth Posselt) ; d'un concerto pour violoncelle (en 1946, à Boston, avec le violoncelliste et commanditaire de l'œuvre Gregor Piatigorsky, autre exilé). Pour l'heure, durant son séjour européen, Vernon Duke collabore à Londres, au théâtre, à plusieurs productions musicales diverses entre 1925 et 1929 ; si ces contributions sont le plus souvent modestes (quelques songs), deux sont toutefois de plus grande envergure : l'opérette Yvonne, créée en 1926, dont il réalise l'adaptation musicale pour cette création londonienne (il s'agit au départ d'une opérette allemande de 1925, titrée Uschi, composée par Jean Gilbert) ; et surtout, The Yellow Mask, créée en 1928, sa première comédie musicale comme compositeur à part entière.
De retour à New York en 1929, Vernon Duke entame dès 1930 une carrière à Broadway ; jusqu'en 1958, il compose principalement pour des comédies musicales et revues (dont deux des Ziegfeld Follies), collaborant entre autres avec le chorégraphe George Balanchine et les lyricistes Ira Gershwin et Yip Harburg — lui-même sera occasionnellement lyriciste —. L'un de ses grands succès est la comédie musicale Un petit coin aux cieux (Cabin in the Sky), créée en 1940, chorégraphiée par Balanchine, avec une distribution exclusivement afro-américaine (dont Ethel Waters et Rex Ingram, qui reprendront leurs rôles dans l'adaptation au cinéma de 1943, réalisée par Vincente Minnelli). Sa dernière contribution à Broadway est une musique de scène pour la pièce de Jean Anouilh Léocadia, adaptée sous le titre Time remembered (jouée en 1957-1958). Ultérieurement, les créations prévues à Broadway de deux autres comédies musicales (The Pink Jungle en 1959 et Zenda en 1963) seront annulées, après les représentations préalables en tournée aux États-Unis.
Observons ici que Duke reprend en 1934-1935 ses études musicales et suit des cours d'orchestration auprès de Joseph Schillinger, en prévision notamment de son futur travail à Broadway. Et en 1939, il obtient la citoyenneté américaine, sous le nom désormais officiel de Vernon Duke (occasionnellement, pour certaines de ses compositions "classiques", il continuera toutefois d'utiliser par la suite son nom de naissance).
Après la Seconde Guerre mondiale (il sert alors au sein de l'US Coast Guard), il fait un nouveau séjour à Paris de 1946 à 1948, durant lequel sont créés le ballet Le Bal des blanchisseuses (titre original) — par les Ballets des Champs-Élysées, en 1946 —, ainsi que la cantate Paris aller et retour (titre original) — à la radio, en 1948 —. Revenu aux États-Unis, il quitte New York et s'installe définitivement en Californie. En 1957, il épouse la chanteuse Kay MacCracken qui, devenue sa veuve en 1969, fera donation à la Bibliothèque du Congrès (Washington), dans les années 1980, des manuscrits, correspondances et autres documents du compositeur, désormais librement consultables.
Vernon Duke collabore également avec Hollywood. À côté de ses quelques contributions originales (entre 1929 et 1948), bon nombre des songs qu'il a écrits pour Broadway seront utilisés au cinéma, comme dans Avril à Paris (April in Paris) : ce film musical américain, sorti en 1952, emprunte son titre au song éponyme (écrit pour la revue Walk a Little Faster, créée à Broadway en 1932). Très rapidement, April in Paris (lyrics de Yip Harburg) s'imposera comme un standard de jazz et sera repris notamment par Louis Armstrong, Billie Holiday ou Charlie Parker. Autre exemple, le song Autumn in New York (tiré de la revue Thumb Up !, créée à Broadway en 1936) deviendra de même un standard de jazz.
Dans le domaine de la musique classique, Vernon Duke (influencé par le néo-classicisme — dont Serge Prokofiev est l'un des tenants les plus connus — et le néoromantisme) est l'auteur de pièces pour piano, de quelques œuvres de musique de chambre, de compositions pour orchestre (concertos, symphonies, ballets...), ainsi que de nombreuses partitions pour voix soliste(s) et/ou chorales (dont des mélodies et un opéra).
Enfin, il est l'auteur d'une autobiographie, publiée en 1955.

## Œuvres classiques (sélection)

### Pièces pour piano
- 1918 : 3 morceaux (prélude, nocturne et étude) opus (op.) 1 ;
- 1919 : Novellas, 5 pièces op. 6 ; 4 préludes op. 9 ;
- 1921 : Sonate no 1 en sol mineur op. 1 ; 2 morceaux (prélude et étude) op. 5 ;
- 1933 : Printemps 1931 (titre original) ;
- 1940 : Barrel-Organ Barcarolle ; Music for Moderns, 6 pièces ;
- 1943 : Brooklyn Barcarolle ;
- 1945 : Homage to Boston, suite ;
- 1948 : Sonate no 2, pour piano ou clavecin (éd. — édition — 1955) ;
- 1955 : Waltz Anyone ;
- 1956 : Malibu Elegy ; Parisian Suite ;
- 1957 : Serenade to San Francisco ;
- 1958 : Balboa Barcarolle.

### Musique de chambre
- 1930 : Trio (Thème et variations) pour flûte, hautbois et piano ;
- 1949 : Sonate pour violon et piano en ré majeur (éd. 1960) ;
- 1956 : Quatuor à cordes en ut majeur ;
- 1957 : Hommage to Offenbach (titre original) pour violon et piano.

### Œuvres pour orchestre
Œuvres concertantes
- 1923 : Concerto pour piano en ut majeur[2] ;
- 1931 : Ballade pour piano, orchestre à cordes et timpani obligés (rév. — révision — 1943) ;
- 1943 : Concerto pour violon en sol mineur ;
- 1945 : Concerto pour violoncelle ;
- 1955 : Our Last Tango, avec piano ; Variations on an Old Russian Chant, pour hautbois et orchestre à cordes.

Symphonies
- 1928 : Symphonie no 1 en fa majeur ;
- 1937 : Symphonie no 2 en ré bémol majeur (rév. 1945 puis 1952) ;
- 1946 : Symphonie no 3 en mi majeur.

Musiques de ballet
- 1925 : Zéphir et Flora (titre original) ;
- 1935 : Jardin public (titre original) (rév. 1945 puis 1954) ;
- 1938 : Entr'acte (titre original) (rév. 1947 puis 1968) ;
- 1946 : Le Bal des blanchisseuses (titre original) ;
- 1949 : Songe d'une nuit d'hiver (titre original) ;
- 1954 : Emperor Norton, d'après Offenbach ;
- 1961 : Lady Blue.

Autres œuvres
- 1919 : Verlainiana, petite suite ;
- 1922 : Gondla, prélude op. 4 ;
- 1945 : Ode to the Milky Way, créée à New York en 1946, sous la direction de Leonard Bernstein.

### Œuvres pour voix soliste(s) et/ou chorales
- 1921 : 6 mélodies pour voix et piano (éd. New York 1930) ;
- 1928 : 5 poèmes d'Alexandre Pouchkine pour voix et piano ;
- 1931 : 6 poèmes de Kevgeny Baratynsky pour voix haute et piano ; Epitath pour soprano, chœurs et orchestre (rév. 1962) ;
- 1932 : Journey to Italy ou An Italian Voyage, suite pour voix et piano ; The End of St. Petersburg, oratorio pour soprano, ténor, baryton, chœurs et orchestre (rév. 1937 puis 1960), créé au Carnegie Hall de New York en 1938 ;
- 1937 : Dédicaces (titre original) pour piano, soprano obligée et orchestre (rév. 1965) ;
- 1943 : Victorian Street Ballads, 6 songs pour voix de femmes et piano ;
- 1944 : A Song about Myself, pour chœurs et orchestre ;
- 1945 : Park Avenue Lyrics, 12 songs pour voix et piano ; Six Songs from 'A Shropshire Lady'  pour voix et piano ; Ballade made in the Hot Weather, pour voix de femmes et petit orchestre ;
- 1948 : Paris aller et retour (titre original), cantate pour ensemble vocal et piano ;
- 1949 : La Bohème et mon cœur (titre original), 7 poèmes de Francis Carco pour voix et piano ; Ogden Nash's Musical Zoo, pour voix et piano ; Three Songs, pour ténor, trois voix de femmes et piano ;
- 1953 : Six mélodies de Tristan L'Hermite pour voix et piano ;
- 1955 : Four Songs, sur des poèmes de William Blake, pour voix et piano ;
- 1956 : 4 chœurs (le premier a cappella, les trois autres avec piano) ;
- 1957 : The Seven Spirituals Ages of Mrs. Marmaduke Moore, pour voix et piano ;
- 1958 : Mistress into Maid, opéra en deux actes d'après Pouchkine, dédié à Serge de Diaghilev (commencé en 1928 ; rév. 1967) ;
- 1964 : 6 romances de Mikhaïl Lermontov pour voix et piano ;
- 1965 : Ten Songs in American, pour voix et piano ;
- 1966 : Anima eroica (Ode to St. Brigitte), pour soprano, deux flûtes, hautbois, clarinette et piano.

## Théâtre musical (sélection)
Comédies musicales à Broadway, comme compositeur à part entière, sauf mention contraire
- 1926 : Yvonne, opérette (adaptation de l'opérette allemande Uschi, composée par Jean Gilbert en 1925), lyrics et livret adaptés par Percy Greenbank (à Londres)
- 1928 : The Yellow Mask, lyrics de Desmond Carter, livret d'Edgar Wallace (à Londres)
- 1930 : Garrick Gaieties, revue, musique de divers dont Vernon Duke, lyrics de divers dont Ira Gershwin et Yip Harburg, livret de divers, avec Sterling Holloway
- 1931 : Shoot the Works, revue, musique de divers dont Vernon Duke et Irving Berlin, lyrics de divers dont Ira Gershwin et Yip Harburg, livret de divers dont Nunnally Johnson
- 1932-1933 : Walk a Little Faster, revue, lyrics de Yip Harburg, livret de S.J. Perelman et Robert MacGunigle, orchestrations de Robert Russell Bennett et Conrad Salinger
- 1934 : Ziegfeld Follies of 1934, revue produite par Billie Burke, musique de divers dont Vernon Duke, lyrics de Yip Harburg, sketches d'H.I. Phillips, Fred Allen et David Freedman (en), avec Eve Arden, Fanny Brice
- 1934-1935 : Thumb Up !, revue, musique de James Hanley et Henry Sullivan, lyrics de Ballard MacDonald et Earle Crooker, livret d'H.I. Phillips, Harold Atteridge et Alan Baxter, orchestrations d'Hans Spialek (en), Conrad Salinger et David Raksin, musique et lyrics additionnels de divers dont Vernon Duke, Irving Caesar et Ira Gershwin
- 1936 : Ziegfeld Follies of 1936, revue, lyrics d'Ira Gershwin, livret de David Freedman (en), décors de Vincente Minnelli, costumes de Vincente Minnelli et Raoul Pène Du Bois, chorégraphie de Robert Alton et George Balanchine, mise en scène de Frederick De Cordova, avec Fanny Brice, Eve Arden, Bob Hope, Joséphine Baker, Gypsy Rose Lee
- 1936-1937 : The Show is On, revue, lyrics de Ted Fetter, sketches de David Freedman (en), décors et mise en scène de Vincente Minnelli, avec Reginald Gardiner, Bert Lahr, Charles Walters
- 1940-1941 : It happens on Ice, spectacle sur glace, musique de Vernon Duke, Fred E. Ahlert et Peter De Rose, lyrics d'Albert Stillman et Mitchell Parish
- 1940-1941 : Un petit coin aux cieux (Cabin in the Sky), lyrics de John La Touche, livret de Lynn Root, chorégraphie de George Balanchine, avec Rex Ingram, Ethel Waters, Dooley Wilson, Katherine Dunham
- 1941-1942 : It happens on Ice, spectacle sur glace pré-cité, reprise
- 1941-1942 : Banjo Eyes, lyrics de John La Touche, livret de Joseph Quillan et Izzy Ellinson, chorégraphie de Charles Walters, costumes d'Irene Sharaff, avec Eddie Cantor, Virginia Mayo, Richard Rober
- 1942 : The Lady comes across, lyrics de John La Touche, livret de Fred Thompson et Dawn Powell, mise en scène de Romney Brent, chorégraphie de George Balanchine, avec Mischa Auer, Gower Champion
- 1944 : Jackpot, lyrics d'Howard Dietz, livret de Guy Bolton, Sidney Sheldon et Ben Roberts, avec Wendell Corey, Nanette Fabray
- 1944-1945 : Sadie Thompson, pièce (avec musique) d'Howard Dietz et Rouben Mamoulian, lyrics d'Howard Dietz, mise en scène de Rouben Mamoulian, avec June Havoc
- 1952 : Two's Company, revue, lyrics d'Ogden Nash et Sammy Cahn, sketches de Charles Sherman et Peter DeVries, chorégraphie et mise en scène des numéros musicaux de Jerome Robbins, mise en scène des sketches de Jules Dassin, avec Bette Davis
- 1956 : The Littlest Revue, revue, musique et lyrics de Vernon Duke et Ogden Nash, sketches de divers
- 1957-1958 : Léocadia (Time remembered), pièce (avec musique) de Jean Anouilh, adaptation de Patricia Moyes, musique de scène, lyrics et orchestrations de Vernon Duke, avec Richard Burton, Helen Hayes, Susan Strasberg
- 1959 : The Pink Jungle, musique et lyrics de Vernon Duke, livret de Leslie Stevens (à San Francisco, préalablement à la création prévue à Broadway, annulée) ;
- 1963 : Zenda, lyrics de Lenny Adelson, Sid Kuller et Martin Charnin, livret d'Everett Freeman, d'après le roman d'Anthony Hope Le Prisonnier de Zenda (The Prisoner of Zenda), mise en scène de George Schaefer, avec Alfred Drake (en tournée aux États-Unis, préalablement à la création prévue à Broadway, annulée)

## Musiques de films
Contributions originales
- 1929 : The Dance of Life de John Cromwell et A. Edward Sutherland
- 1930 : The Sap from Syracuse d'A. Edward Sutherland
- 1930 : Rire (Laughter) d'Harry d'Abbadie d'Arrast
- 1930 : Follow Thru de Lloyd Corrigan et Laurence Schwab
- 1931 : Honor Among Lovers de Dorothy Arzner
- 1931 : Tarnished Lady de George Cukor
- 1931 : L'Ange de la nuit (Night Angel) d'Edmund Goulding
- 1938 : The Goldwyn Follies de George Marshall
- 1943 : Un petit coin aux cieux (Cabin in the Sky) de Vincente Minnelli et Busby Berkeley
- 1944 : Battle Station de Garson Kanin (court métrage documentaire)
- 1948 : The Angry God de Van Campen Heilner.